# Politique en Norvège

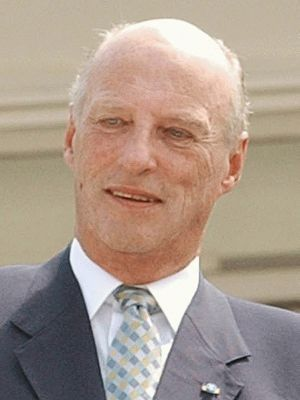
Le roi Harald V.

La Norvège est une monarchie constitutionnelle à tendance parlementaire.
La famille royale, originaire du Schleswig-Holstein, descend de la famille princière de Glucksbourg. Le roi ne joue pour l’essentiel qu’un rôle honorifique, mais il constitue un symbole fort d’unité nationale et reste tout de même à la tête de l’Église de Norvège. Bien que la constitution de 1814 lui accorde d’importantes prérogatives dans le domaine de l’exécutif, ces dernières sont presque toujours exercées en son nom par le gouvernement.
Le gouvernement est composé du premier ministre et de l’équipe ministérielle, tous nommés par le roi. Mais depuis 1884, l’évolution parlementaire du régime fait que le gouvernement doit obtenir un vote de confiance du Parlement : la désignation du gouvernement par le roi n’est donc qu’une formalité, et le véritable choix appartient aux partis politiques représentés au Storting.

## Pouvoir exécutif
| Fonction         | Nom              | Parti              | Depuis          |
| ---------------- | ---------------- | ------------------ | --------------- |
| Roi de Norvège   | Harald V         |                    | 17 janvier 1991 |
| Premier ministre | Jonas Gahr Støre | Parti travailliste | 14 octobre 2021 |

Depuis le décès du Roi Olav V de Norvège le 17 janvier 1991, Harald V est garant de la responsabilité de chef de l'État de Norvège.
Le roi nomme les ministres, qui répondent politiquement de leurs actes devant le parlement. En pratique, le roi demande l'avis du leader du parti majoritaire. Depuis la Seconde Guerre mondiale, les gouvernements non socialistes furent toujours des coalitions, et les gouvernements socialistes ont souvent bénéficié du soutien d'autres partis pour obtenir les voix nécessaires au moment du vote sur un objet par le parlement.
L'article 12 de la constitution prévoit que le gouvernement doit être composé du Premier ministre et d'au moins sept autres membres ; il précisait en outre, jusqu'au 21 mai 2012, que la majorité de ces ministres devait professer la religion officielle, disposition constitutionnelle abolie depuis.
Le roi ne joue qu'un rôle honorifique au sein de la politique en Norvège, mais conserve le pouvoir exécutif tel qu'écrit dans la constitution de 1814.
Tous les ans, après la trêve estivale, le roi prononce une allocution solennelle devant le parlement. Les grandes lignes de la politique gouvernementale de l'année à venir sont énoncées au sein du discours que le roi n'a pas écrit. En effet, ayant délégué ses prérogatives énoncées dans la constitution de 1814, le gouvernement se charge d'écrire ce discours de politique marquant la réouverture des sessions du Parlement (article 74 de la constitution).
Le conseil d'État a lieu chaque semaine au Palais Royal, le vendredi à 11 heures, dans la salle des séances du conseil royal. Le roi dirige ce conseil d'Etat composé du ministre d'Etat et de ses ministres, ayant au préalable reçu un vote de confiance de la part du parlement. Le roi fait simplement acte de présence au cours de cette réunion gouvernementale, les décisions sont prises en amont. Ainsi, seul un rôle symbolique est donné au roi dans l'exercice du pouvoir exécutif.
Accueillir les délégations étrangères de chefs d'Etat, lors de visite officielle, est une responsabilité qui incombe au roi. Inversement, il représente officiellement la Norvège lors de voyages à l'étranger (privilège que possède également le prince héritier de Norvège).
Comme dans la majorité des pays du monde, le chef d'Etat accueille les ambassadeurs étrangers lors de remises de lettres de créances, qu'il accepte systématiquement. Il décerne également les ordres et médailles au cours de séance annuelle, pour récompenser les ressortissants nationaux et étrangers suivant l'article 23 de la constitution. Cinq récompenses sont décernées par le roi : ordre de St-Olav, la Médaille du mérite du roi, l'ordre Forteneste, la médaille commémorative SM King et la médaille St-Olav.
Le roi possède le titre de chef des armées et est de fait le commandant en chef du pays, possédant le grade de Général et d'Amiral 4 étoiles. - Article 25 de la constitution - Son titre de chef officiel de l'Eglise luthérienne de Norvège, inscrit dans la constitution de 1814, lui a été retiré après la modification de la constitution du 21 mai 2012.
Le droit de grâce de la part du chef de l'Etat est aujourd'hui délégué au ministre de la justice, le roi gardant cependant un droit de regard et de décision finale.
Présent lors de la cérémonie des Nobels, le roi y délivre un discours. En compagnie du directeur du comité Nobel, il assiste à la remise du prix Nobel de la paix.

## Pouvoir législatif

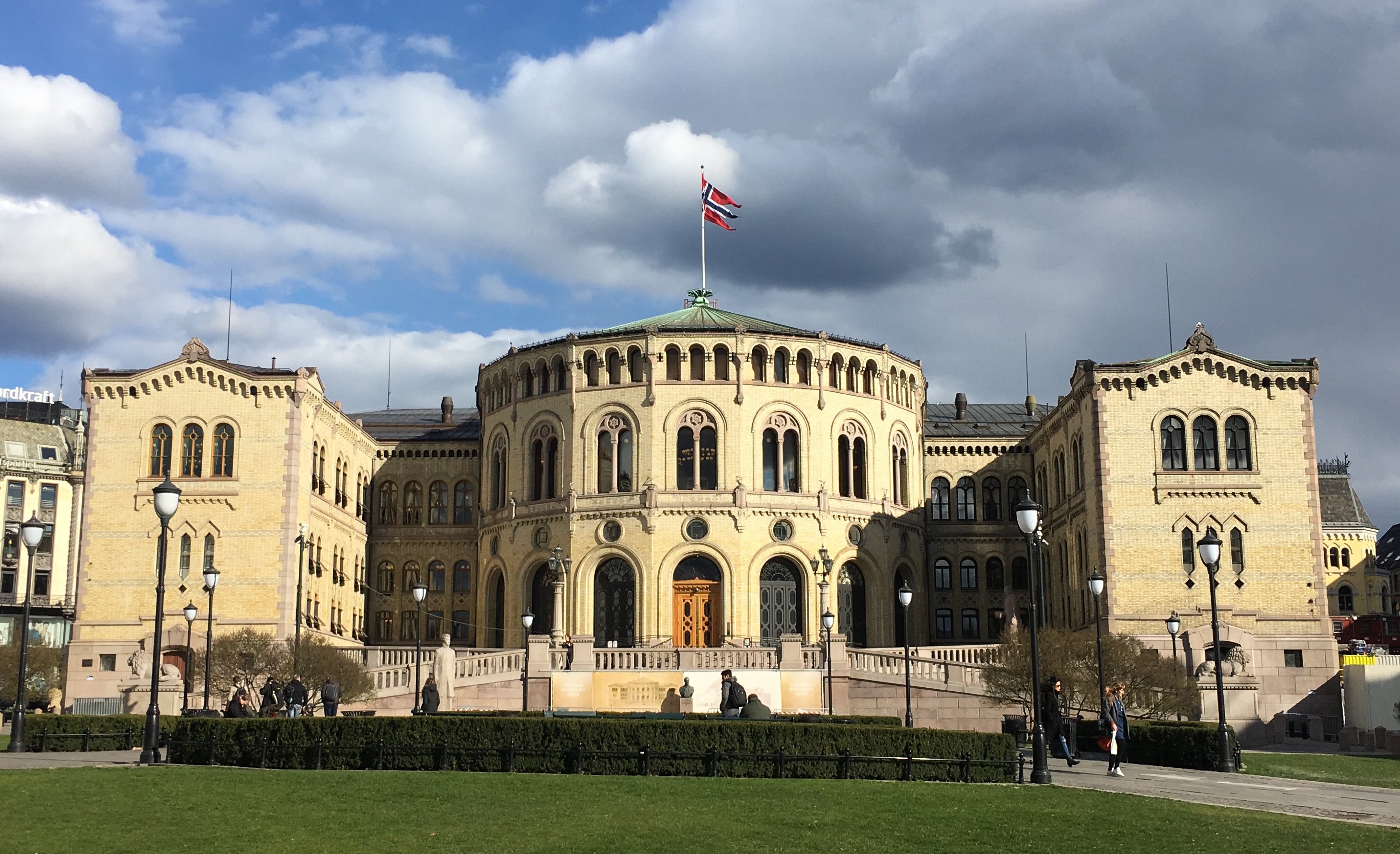
L'édifice du Storting, à Oslo

Le parlement norvégien (le Stortinget) est monocaméral et comprend 169 membres. Les députés sont élus tous les quatre ans dans chacun des 11 comtés du pays, à la représentation proportionnelle (cette condition est exigée par la Constitution). Après les élections, le parlement se divise en deux chambres, l’Odelsting et le Lagting, qui pourront alors se réunir séparément ou conjointement selon l’importance de l’ordre du jour. Le Lagting a été supprimé en 2009. À la différence de la grande majorité des régimes parlementaires, le Parlement norvégien ne peut être dissous. Une autre particularité du parlementarisme norvégien, c'est l'impossibilité pour les parlementaires de poser des questions écrites au gouvernement durant les mois de juillet et d'août, c'est-à-dire en dehors des sessions parlementaires. C'est pourtant l'un des avantages des questions écrites.

## Pouvoir judiciaire
À la tête du système juridique se trouve la Cour Suprême, ou Høyesterett, composée de 18 juges et d’un président. On trouve ensuite les cours d’appel, les tribunaux ordinaires et les juges de paix. Les juges sont nommés par le roi et le gouvernement, sur proposition du ministre de la justice. La « Haute Cour du Royaume » est une juridiction spéciale destinée, le cas échéant, à décider de la destitution du souverain.

## Partis politiques et élections
Les élections législatives ont lieu tous les quatre ans, le deuxième lundi du mois de septembre. Le système représentatif favorise la multiplicité des partis et les alliances et apparentements, un parti n'ayant que peu de chances concrètes de détenir seul le pouvoir.

## Collectivités locales
Chacun des comtés norvégiens est dirigé par un gouverneur (statsforvalter en norvégien), lequel est nommé par le roi en conseil avec le gouvernement. L’un des gouverneurs exerce son autorité à la fois sur Oslo et sur le comté voisin d’Akershus. Chaque comté dispose également d’une assemblée locale présidée par un maire, distinct du gouverneur.
Les 434 communes du pays élisent des assemblées, qui nomment à leur tour une équipe municipale et un maire.
L’île de Jan Mayen n’est pas considérée comme un comté, de même que l’archipel de Svalbard, qui est doté d’un gouverneur spécial (le sysselmester) ayant de vastes responsabilités dans tous les champs de la vie sociale, comme le pouvoir de police.

## Histoire politique

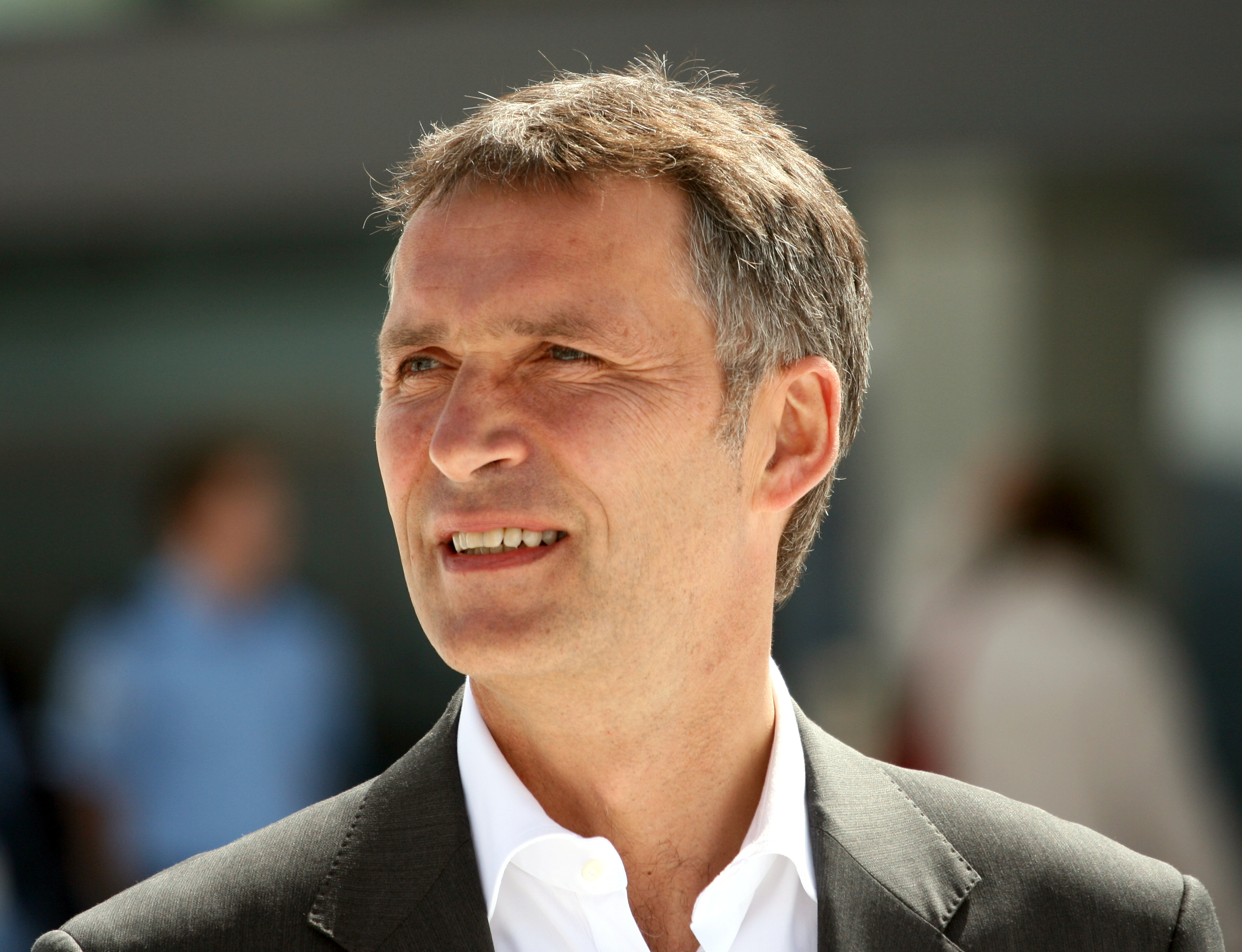
Jens Stoltenberg

De 1935 jusqu’aux élections de 1981, la vie politique norvégienne fut dominée par le parti majoritaire Det norske Arbeiderparti (parti travailliste), qui constitua tous les gouvernements à l’exception de ceux de 1963, 1965-1971 et 1972-1973. Le parti travailliste perdit sa majorité au Stortinget à la suite des élections de 1981. Depuis, l’absence de parti dominant a consacré la pratique des gouvernements de coalition.
De 1981 à 1997, la composition des gouvernements a alterné entre partis travailliste et conservateur. La travailliste Gro Harlem Brundtland a exercé ses fonctions de premier ministre de 1990 au mois d’octobre 1996, date à laquelle elle décida de se retirer de la vie politique. Le chef du parti travailliste, Thorbjørn Jagland, forma alors un nouveau gouvernement.
Lors des élections de septembre 1997, le parti travailliste ne parvint pas à récolter au moins 36,9 % des voix, son score de 1993. Jagland, pour cette raison, présenta la démission du gouvernement. Une nouvelle coalition formée du Senterpartiet (parti centriste), du Kristelig Folkeparti (démocrates-chrétiens) et du Venstre (gauche libérale) prit la tête du pays, avec le démocrate-chrétien Kjell Magne Bondevik comme premier ministre.
Ce gouvernement tomba en mars 2000 en raison d’un désaccord interne sur le projet de construction d’une centrale électrique alimentée au gaz, solution jugée trop polluante par Bondevik. Le travailliste Jens Stoltenberg, proche de Brundtland, forma un nouveau gouvernement mais perdit le pouvoir dès les élections de 2001, qui marquèrent la pire performance du parti travailliste depuis la Première Guerre mondiale.
Bondevik prit à nouveau les rênes du pays, à la tête d’une coalition rassemblant cette fois le Høyre (parti conservateur) et les libéraux du Venstre.
Les élections législatives du 12 septembre 2005 ont donné la victoire aux travaillistes conduits par l'ancien premier ministre Jens Stoltenberg. Ils ont recueilli 32,7 % des suffrages et 61 sièges. Avec les socialistes de gauche (8,8 % et 15 sièges) et les centristes (6,5 % et 11 sièges), ils constituent la nouvelle majorité dès octobre 2005. Le parti du progrès (droite) est en progression avec 22,1 % et 38 sièges. Les conservateurs sont en recul (14,1 % et 23 sièges) tandis que les chrétiens-démocrates du premier ministre sortant Bondevik perdent la moitié de leurs élus (6,8 % et 11 sièges). Le Parti libéral a obtenu 5,9 % et 10 sièges. Lors des élections de 2009, la coalition de gauche se maintient au pouvoir, avec une majorité légèrement rétrécie.
Les élections législatives de 2013 voient la victoire de la droite (conservateurs et parti du progrès) . Erna Solberg (Høyre) devient premier ministre. Lors des élections de 2017, la coalition de droite se maintient au pouvoir.

### Référendums
La Norvège, depuis son indépendance, a connu six référendums :
| Date | Objet du référendum                           | Résultat      |
| ---- | --------------------------------------------- | ------------- |
| 1905 | Sur la fin de l'union avec la Suède           | Oui (99,95 %) |
| 1905 | Sur le couronnement du roi Haakon VII         | Oui           |
| 1916 | Sur la prohibition de l'alcool                | Oui           |
| 1927 | Sur la fin de la prohibition de l'alcool      | Oui           |
| 1972 | Sur l'entrée dans les Communautés européennes | Non (53,5 %)  |
| 1994 | Sur l'entrée dans l'Union européenne          | Non (52,2 %)  |